# Sanduhrklasse
Sanduhrklasse ist eine Klassifizierung bzw. Wertungsklasse bei Oldtimer-Rallyes oder -Ausfahrten.
Hierbei dürfen zum Passieren der Lichtschranken und Geschwindigkeitskontrollen keine elektronischen, sondern ausschließlich mechanische Geräte eingesetzt werden. Wegstreckenzähler dürfen nur mechanisch angetrieben werden und Stoppuhren dürfen keine Batterien besitzen. Der Einsatz von Mobiltelefonen ist während der Fahrt ebenfalls verboten.
Verstöße gegen diese Bestimmung werden gemäß Reglement mit Punktabzug geahndet.
Seit 2009 werden die zehn internationalen Oldtimer-Rallyes für den „Classic Masters-Cup“ nur noch in der Sanduhrklasse ausgetragen.